# Ligne Durand
Pour les articles homonymes, voir Durand.
La ligne Durand (pachto : د ډیورنډ کرښه) est le nom donné à la frontière de 2 430 kilomètres entre l'Afghanistan et le Raj britannique, établie le 12 novembre 1893 par un accord entre l'émir Abdur Rahman Khan et Sir Mortimer Durand représentant l'Empire britannique.
Elle divise artificiellement des tribus pachtounes qui partagent la même langue et la même organisation sociale ; de ce fait elle s'avère difficile à contrôler.

## Historique

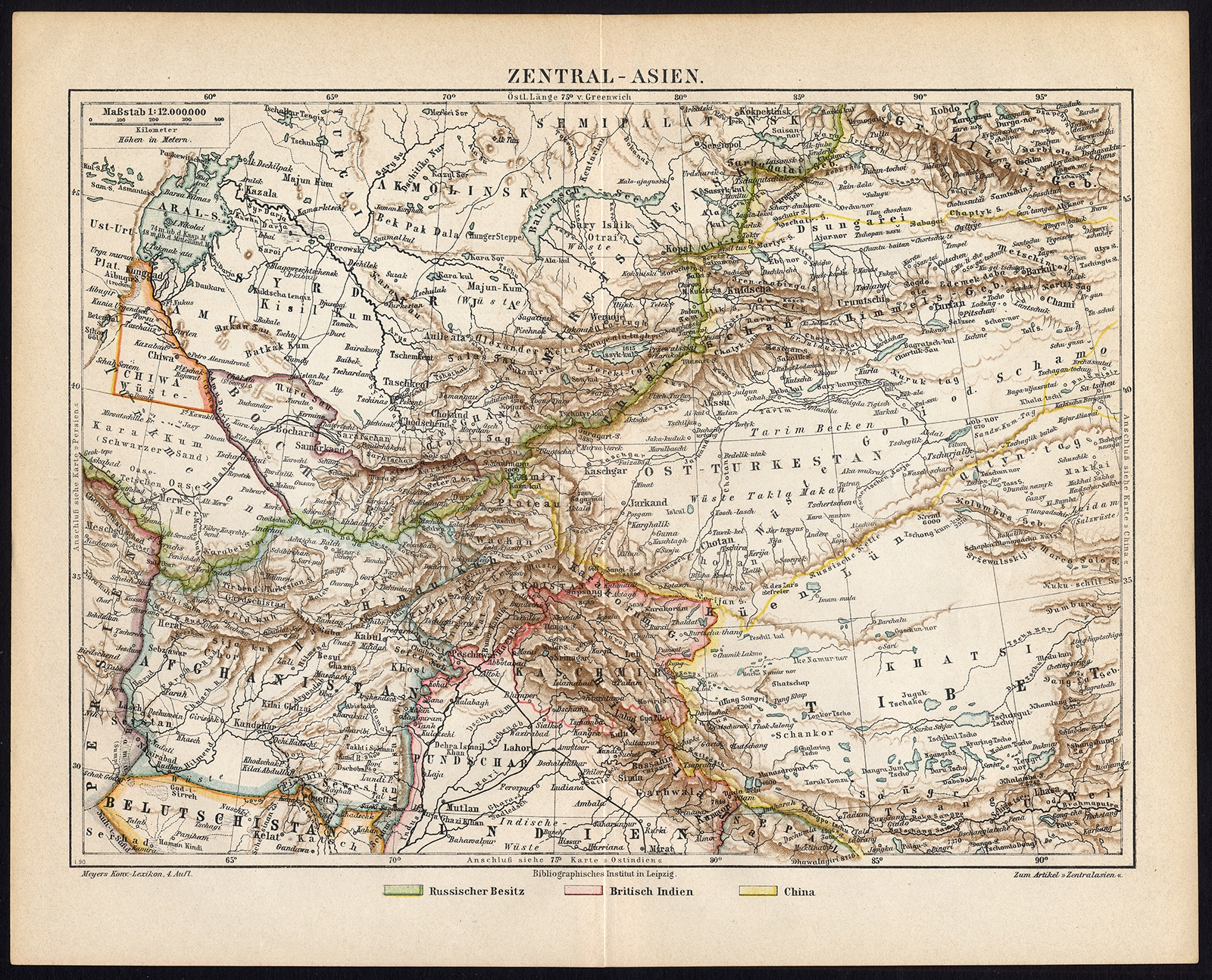
L'Asie centrale en 1893.

La ligne est établie de jure le 12 novembre 1893 par un accord entre l'émir Abdur Rahman Khan et Sir Mortimer Durand, représentant l'Empire britannique, afin de définir la frontière entre l'Afghanistan et le Raj britannique.
Dès 1897, éclate une insurrection générale des tribus lorsque les Britanniques tentent d'occuper réellement le terrain.
Le Pakistan et l'Afghanistan ont par la suite hérité de ce traité.
En 1949, l'Afghanistan considère que cette frontière n’est pas reconnue, tandis que pour le Pakistan, la frontière est considérée comme intangible. Au niveau du droit international, il est considéré que cette frontière ne peut être renégociée qu'avec l'accord des deux pays concernés.
Depuis 1949, certains chefs de tribus pachtounes demandent régulièrement au pouvoir afghan, aux élus et politiques afghans, d'émettre des revendications pour rattacher les territoires pachtounes du Pakistan à l'Afghanistan.[réf. nécessaire]

### en dehors de Wikipédia
- History and arguments on the Durand Line (langue anglaise)